# Movimento L'Albania Diventa
L’Albania Diventa Movimento (in albanese Lëvizja Shqipëria Bëhet, LSHB) è un partito politico di centro-destra in Albania, fondato dall’avvocato e attivista Adriatik Lapaj il 18 settembre 2023. Il partito è nato da un movimento civico che mirava a stabilire una vera democrazia, un vero pluralismo e lo stato di diritto in Albania.
Adriatik Lapaj, fondatore e leader di “Shqipëria Bëhet”, è noto per il suo ruolo attivo nella società civile. Sottolinea la necessità della competizione politica, dell’emanazione di una legge referendaria e della depoliticizzazione della pubblica amministrazione.

## Storia
Fin dalla sua fondazione, il partito ha avviato consultazioni a livello nazionale, organizzando forum in tutti i 61 comuni dell’Albania e contattando la diaspora. Questi sforzi mirano a coinvolgere cittadini ed esperti nella difesa legislativa e nei dibattiti pubblici, rafforzando così la voce e i diritti della popolazione.
Nel dicembre 2024, Shqipëria Bëhet ha esteso la sua attività di sensibilizzazione alla diaspora albanese nel Michigan, Stati Uniti, discutendo opportunità di investimento in settori chiave come l’agricoltura e l’allevamento. Questa iniziativa mira a creare un ponte tra l’Albania e la sua diaspora, incoraggiando i contributi allo sviluppo sostenibile del paese.
“Shqipëria Bëhet” ha annunciato la sua partecipazione alle elezioni parlamentari albanesi del 2025, presentando candidati in più circoscrizioni. La campagna del partito si concentra sulle riforme elettorali, sulle misure anticorruzione e sul rafforzamento della democrazia diretta. Adriatik Lapaj ha sottolineato la necessità di una nuova alternativa politica che dia priorità all’impegno civico e alla trasparenza istituzionale.
Il 15 ottobre 2024, Adriatik Lapaj ha annunciato che “Shqipëria Bëhet” è stato ufficialmente registrato come partito politico presso il sistema giudiziario albanese. Questo traguardo consente al partito di partecipare formalmente alla vita politica del Paese.
Nelle elezioni parlamentari albanesi del 2025, si è candidato sotto la coalizione “Iniziativa L’Albania diventa”, con Nisma Thurje e la Lega per i diritti dei lavoratori albanesi come partner.

## Posizioni politiche
“Shqipëria Bëhet” si concentra su diverse riforme chiave:
- Riforma del sistema elettorale: promuovere liste di candidati aperte e limiti di mandato per le cariche governative e di rappresentanza.
- Approvazione della legge sul referendum: l’approvazione della legge sul referendum promuoverà la democrazia diretta, consentendo ai cittadini di partecipare ai processi decisionali attraverso i referendum.
- Diritto di voto per gli emigranti: garantire ai cittadini albanesi residenti all'estero il diritto di voto e un'adeguata rappresentanza.
- Depoliticizzazione dell'amministrazione elettorale: rimozione delle influenze politiche dagli organi elettorali attraverso il coinvolgimento di professionisti quali avvocati, notai e rappresentanti del sistema giudiziario.[2]

## Risultati elettorali
| Elezione          | Leader         | Voti   | %    | Seggi   |
| ----------------- | -------------- | ------ | ---- | ------- |
| Parlamentari 2025 | Adriatik Lapaj | 64,264 | 4,00 | 1 / 140 |